# Avanquest Connection Manager
Avanquest Connection Manager est un logiciel utilitaire développé par Avanquest Software. Il sert à détecter les réseaux avec ou sans fil.

## Fonctions
Avanquest Connection Manager est un assistant de connexion Internet qui détecte tous les réseaux filaires (Ethernet, RTC, RNIS) ou sans fil disponibles (Wi-Fi). En outre, il permet de créer un profil lors de la connexion à un nouveau réseau et enregistre les paramètres pour une utilisation ultérieure. Il affiche également des fonctions avancées telles que la configuration automatique des paramètres IP, d’imprimante, de messagerie et de sécurité.